# Stefano Bambini
Stefano Bambini ist ein italienischer Musiker, Schauspieler und Filmregisseur.

## Leben
Bambini, eigentlich Musiker nach dem Besuch des Florenzer Konservatoriums, inszenierte einige Dokumentar- und Werbefilme, bevor er 1988, 1990 und 1992 Rollen in drei Filmen von Paolo Benvenuti spielte. 1999 führte er mit Lino D’Angiò und Alan De Luca bei Non lo sappiamo ancore Regie. Anschließend inszenierte er und schrieb für das italienische Fernsehen.